# Mika Urbaniak
Mika Urbaniak, właśc. Michelle Urbaniak (ur. 8 stycznia 1980 w Nowym Jorku) – polska wokalistka, najczęściej łącząca takie gatunki muzyczne jak jazz, R&B i hip-hop.

## Życiorys
Po ukończeniu nauki w katolickiej szkole koedukacyjnej im. św. Ignacego Loyoli uczyła się w Szkole Narodów Zjednoczonych, Urban Academy i Bard College, jednak żadnej z nich nie ukończyła. Z uwagi na swoje polskie pochodzenie, w dzieciństwie była wyszydzana przez rówieśników. Jako nastolatka dorabiała, wyprowadzając psy sąsiadów i pracując jako kelnerka w kawiarniach. Należała do grupy artystycznej City Kids, z którą występowała w nowojorskich szkołach.
Gdy miała siedem lat, wystąpiła w teledysku promującym film Dziennik sierżanta Fridaya (1987). W wieku 11 lat skomponowała swoją pierwszą piosenkę – „Cool Wave”. Jej muzycznymi idolami byli m.in. Lauryn Hill, Quest, Michael Jackson, Janet Jackson, Madonna i Prince. Gdy miała 15 lat, występowała z matką, Urszulą Dudziak, podczas rejsów po Morzu Bałtyckim żaglowcem STS Fryderyk Chopin. Występowała z wieloma artystami, m.in. z Mietkiem Szcześniakiem, O.S.T.R–em, Liroyem, Wzgórzem Ya-Pa 3, Grzegorzem Markowskim, Kayah, Natalią Kukulską, Bolcem i Sławkiem Jaskułke. Była główną wokalistką wspierającą Andrzeja Smolika, z którym nagrała kilka płyt oraz występowała podczas koncertów.
W 2007 zajęła czwarte miejsce na Vena Festivalu, na którym wystąpiła pod pseudonimem Miss Mika. W 2010 za swój debiutancki album pt. Closer (2009) otrzymała nagrodę polskiego przemysłu fonograficznego „Fryderyk” w kategorii „album roku pop”. W 2011 zaśpiewała w utworze „Nas dwoje nas troje” na płycie Jarosława Wasika pt. Nie dotykaj. W duecie z Victorem Daviesem nagrała trzy albumy: Follow You, Once in a Lifetime i Art Pop.
W 2023 we współpracy z dziennikarką Magdaleną Adaszewską wydała książkę autobiograficzną pt. „Będzie lepiej. Mika Urbaniak szczerze o uzależnieniu, chorobie i miłości”.

## Życie prywatne
Jest córką Michała Urbaniaka i Urszuli Dudziak. Gdy miała sześć lat, jej rodzice się rozwiedli, co negatywnie odbiło się na zdrowiu psychicznym ich córki. Ma starszą o półtora roku siostrę, Katarzynę.
Od 2011 jest związana z brytyjskim kompozytorem, wokalistą i producentem muzycznym Victorem Daviesem.
Była uzależniona od alkoholu, zażywała także narkotyki. Odbyła dwumiesięczną terapię w Wojewódzkim Ośrodku Uzależnień w Tworkach. W wieku 19 lat padła ofiarą wykorzystywania seksualnego. Chorowała na depresję, a w 2004 zdiagnozowano u niej chorobę afektywną dwubiegunową; w 2011 podjęła leczenie w szpitalu psychiatrycznym. Zaangażowała się w ogólnopolską kampanię społeczną Fundacji Twarze Depresji pod hasłem „Twarze depresji. Nie oceniam. Akceptuję”.
Pasjonuje się malarstwem, ma na koncie kilka wernisaży połączonych z koncertami.

## Dyskografia
Albumy
| Rok                        | Dane dot. albumu                                                                     | Pozycja na liście |
| Rok                        | Dane dot. albumu                                                                     | POL               |
| -------------------------- | ------------------------------------------------------------------------------------ | ----------------- |
| 2009                       | Closer - Data: 27 kwietnia 2009 - Wydawca: Sony Music Entertainment Poland           | 2                 |
| 2012                       | Follow You - Data: 24 kwietnia 2012 - Wydawca: Sony Music Entertainment Poland       | 12                |
| 2014                       | Once in a Lifetime - Data: 1 grudnia 2014 - Wydawca: Agencja VIP/Warner Music Poland | –                 |
| 2019                       | Art Pop - Data: 10 maja 2019                                                         | ?                 |
| „–” album nie był notowany |                                                                                      |                   |

Notowane utwory
| Rok                        | Tytuł                                                                        | Pozycja na liście | Pozycja na liście | Pozycja na liście | Album              |
| Rok                        | Tytuł                                                                        | LP3               | SLiP              | PiK               | Album              |
| -------------------------- | ---------------------------------------------------------------------------- | ----------------- | ----------------- | ----------------- | ------------------ |
| 1998                       | „Głowa” (oraz Edytoriał)                                                     | –                 | 27                | 25                | Spona (soundtrack) |
| 1998                       | „Wymyśliłem ciebie” (oraz Grzegorz Markowski)                                | 15                | –                 | –                 | Spona (soundtrack) |
| 2003                       | „Who Told You?” – Andrzej Smolik (oraz Mika Urbaniak)                        | 3                 | 37                | –                 | Smolik 2           |
| 2003                       | „L.Mine” – Andrzej Smolik (oraz Mika Urbaniak)                               | 18                | 23                | –                 | Smolik 2           |
| 2007                       | „Keep It on the Low” – Tatiana Okupnik (oraz Mika Urbaniak, Michał Urbaniak) | –                 | 15                | –                 | On My Own          |
| 2009                       | „In My Dreams”                                                               | 21                | –                 | –                 | Closer             |
| 2009                       | „Lovin' Needs a Deadline”                                                    | 16                | –                 | –                 | Closer             |
| 2012                       | „Pixelated”                                                                  | 30                | –                 | –                 | Follow You         |
| 2012                       | „Don't Speak Too Loud”                                                       | 44                | –                 | –                 | Follow You         |
| „–” utwór nie był notowany |                                                                              |                   |                   |                   |                    |

Kompilacje różnych wykonawców
| Rok  | Album                           | Utwór | Źródło |
| ---- | ------------------------------- | --- | ------ |
| 1998 | Piosenki i muzyka z filmu Spona | „Tęcza” – Tadeusz Nalepa, Edytoriał, Mika Urbaniak „Głowa” – Mika Urbaniak, Edytoriał „Wymyśliłem ciebie” – Grzegorz Markowski, Mika Urbaniak „Dobre wibracje” – Mika Urbaniak, Bolec | [ 33 ] |

## Nagrody i wyróżnienia
| Rok  | Kategoria      | Tytułem       | Nagroda                                         | Nota      | Źródło |
| ---- | -------------- | ------------- | ----------------------------------------------- | --------- | ------ |
| 2009 | Debiut         | Mika Urbaniak | Nagroda Muzyczna Programu Trzeciego – „Mateusz” | Nominacja | [ 34 ] |
| 2010 | Album roku pop | Closer        | Fryderyki 2010                                  | Laur      | [ 9 ]  |